# Efekt radiacyjny
Efekt radiacyjny – zjawisko zmiany właściwości fizyko-chemicznych substancji w wyniku napromieniowania. Zmiany takie mogą być różne w zależności od rodzaju i ilości dostarczonej promieniowaniem energii, a także od postaci samej substancji.